# Cephaloscyllium stevensi
Cephaloscyllium stevensi is een vissensoort uit de familie van de kathaaien (Scyliorhinidae). De wetenschappelijke naam van de soort is voor het eerst geldig gepubliceerd in 2011 door Clark & Randall.